# Guglielmo Ciardi

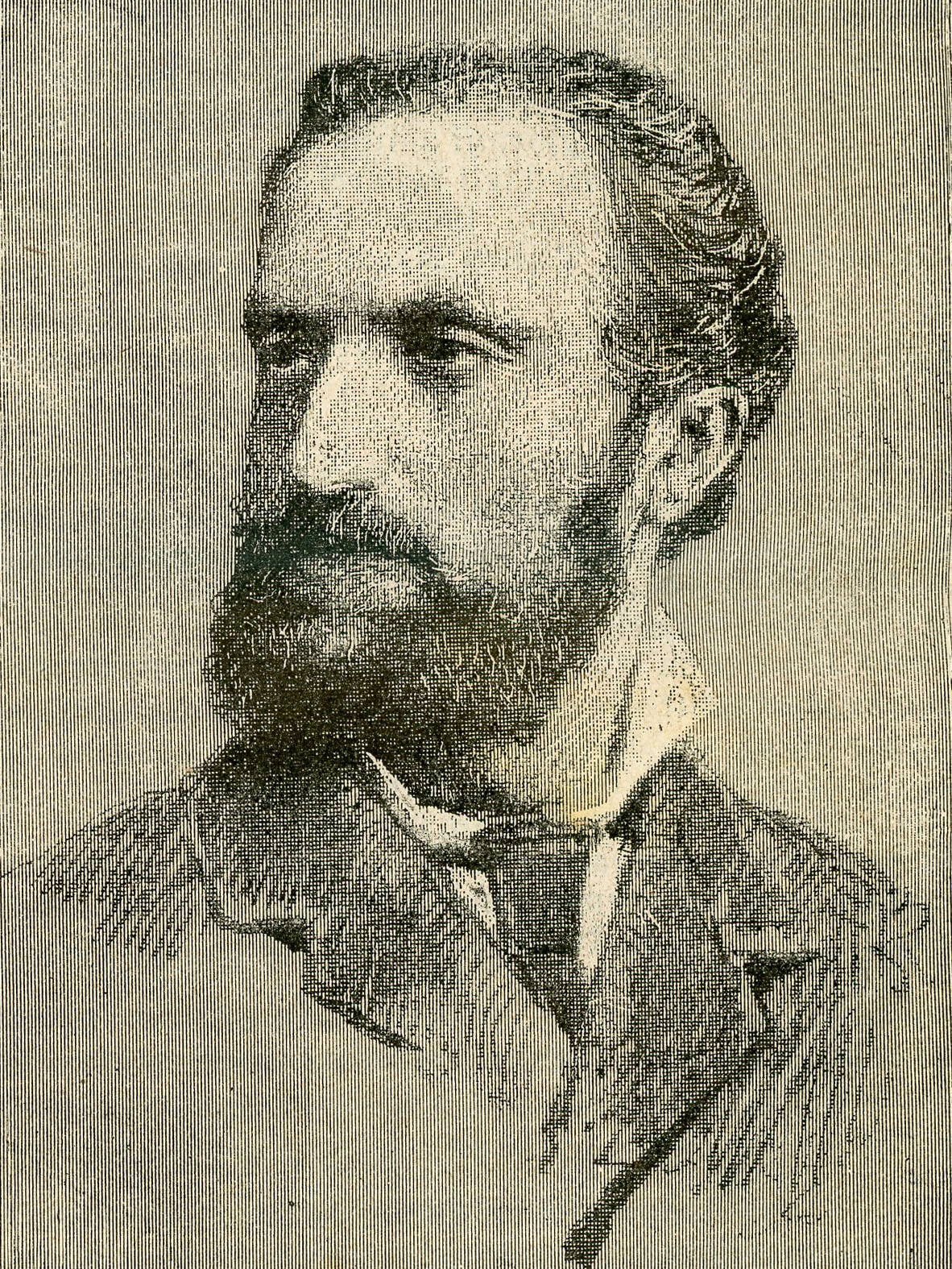
Portret van Guglielmo Ciardi, ca. 1886

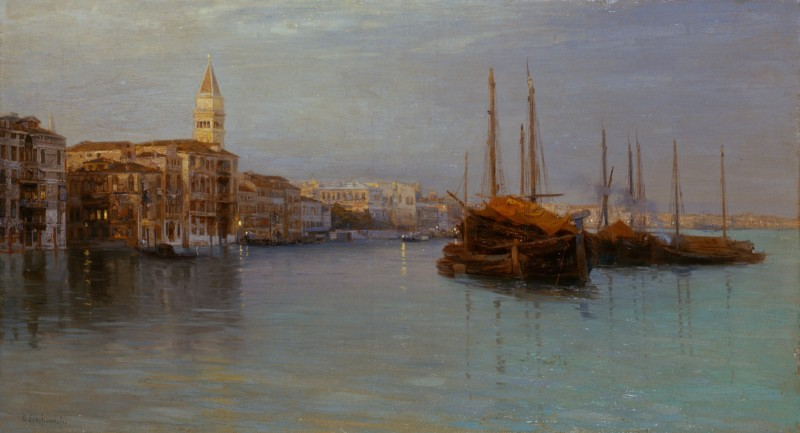
Sera - Canal Grande, 1899 ca. (Fondazione Cariplo)

Guglielmo Ciardi (Venetië, 13 september 1842 – aldaar, 5 oktober 1917) was een Italiaanse kunstschilder. Hij was een van de belangrijke Venetiaanse plein-air schilders.

## Biografie
Guglielmo was de zoon van Giuseppe Ciardi en Teresa De Bei. Zijn vader was secretaris bij de financiële diensten van de staat. Hij studeerde aan het St. Caterina college en vervolgens vanaf 1862 aan de Accademia di Belle Arti van Venetië bij Federico Moja. In 1864 schreef hij zich in bij de Universiteit van Padua om voor notaris te studeren, wat de wens van zijn vader was, maar op aandringen van Carlo Matscheg, decorateur en een goede vriend van de familie, ging hij toch definitief naar de academie waar hij een van de eerste leerlingen van Domenico Bresolin was en bij hem de lessen in landschapsschilderen volgde. In 1894 zou hij zijn leraar opvolgen.
Op 20 januari 1868 begon hij een studiereis door centraal- en zuid-Italië. Dankzij een brief van zijn stadsgenoot Federico Zandomeneghi aan Telemaco Signorini was hij in Florence welkom in het befaamde salon van het Caffè Michelangelo, de vaste stek van de macchiaioli, de voorlopers van de Franse impressionisten in hun afkeer voor de academische kunst en het 'terug naar de natuur'-thema. Hij zou later zelf verklaren aan Ugo Ojetti dat hij in Florence meer geleerd had door met de schilders te praten dan van alle leraren in Venetië. Hij maakte er ook kennis met Antonio Fontanesi en Nino Costa en leerde er de Franse meesters kennen, zoals Jean-Baptiste Corot en Guillaume Descamps, dankzij zijn bezoeken aan de verzameling van prins Anatoli Demidov.
In Rome schilderde hij zijn doek Tevere all'Acqua Acetosa , daarna legde hij in Napels contacten met Domenico Morelli en vooral met Filippo Palizzi en werd beïnvloed door hun stijl, een combinatie van romantiek en realisme. Hij had er contacten met de schilders van de School van Posillipo en met die van de School van Resina. Hij bezocht Capri en maakte er zijn werk Capri e Scogliera a Capri. In Napels werd hij bevriend met Giacinto Gigante die hem inspireerde met zijn stijl.
In 1869 keerde hij terug naar Venetië en had er een succesvolle expositie met lichte, stemmige landschappen geschilderd in de plein-air stijl in Venetië, Milaan en Wenen. Hij maakte nog talrijke studiereizen door Europa
In 1874 trouwde hij met Linda Locatelli met wie hij vier kinderen had, twee ervan Giuseppe (Beppe) en Emma zouden later ook schilderen.
In de daaropvolgende jaren nam hij regelmatig deel aan de tentoonstellingen van de Academie en van de Società Promotrice di Belle Arti. Hij zond zijn werken ook in voor tentoonstellingen in Milaan, Turijn, Genua, Florence en Napels in de jaren 1870 en 1880. In de jaren 1890 nam hij deel aan de triënnale van Milaan, de tentoonstelling van 1898 in Turijn en de Biënnale van Venetië van 1895 tot 1914, met een solotentoonstelling in 1909. Van 1894 tot 1917 was hij docent aan de Academie in Venetië en onderwees er de landschapsschilderkunst. Hij kreeg een gouden medaille op de tentoonstelling van 1915 in San Francisco, waaraan ook zijn kinderen Emma en Beppe deelnamen.

## Werken
Hierbij enkele van de werken van Ciardi. .
- Grappa d'inverno, 1866, Venetië, Galleria d’arte moderna
- Tevere all'Acqua Acetosa, 1868, Venetië, Galleria d’arte moderna
- Capri e Scogliera a Capri 1868, Venetië, Galleria d’arte moderna.
- Somarello, 1869; Venetië, Galleria d’arte moderna
- Mattino di maggio, 1869, Venetië, Galleria d’arte moderna
- Contadino, 1872, Venetië, Galleria d’arte moderna
- Donne che si pettinano e Buoial carro, 1871-74, Venetië, Galleria d’arte moderna
- Il Canale della Giudecca 1869, Venetië, Galleria d'arte moderna
- Canale della Giudecca 1869, Rome, Galleria nazionale d'arte moderna
- Dopo il temporale e Marina chioggiotta 1867, Turijn, Galleria d'arte moderna
- Mattino alla Giudecca 1892, Trieste, Museo Revoltella
- Campagna trevigiana 1883, Venetië, Galleria d'arte moderna
- Messidoro 1883, Rome, Galleria nazionale d'arte moderna
- Paesaggio di Schilpario 1894 Venetië, privécollectie
- Cimon della Pala e San Martino di Castrozza, Venetië, Galleria d'arte moderna
- Raggio di sole 1900, Venetië, Galleria d'arte moderna
- La città del sogno, 1902, Venetië, Cassa di Risparmio
- Il Bucintoro, 1902, Venetië, privécollectie
- Piazza S. Marco, 1903, Piacenza, Galleria d'arte moderna
- Mattino a Palestrina, getoond in 1910 op de 9e Biënnale van Ventië, privécollecttie

## Galerij

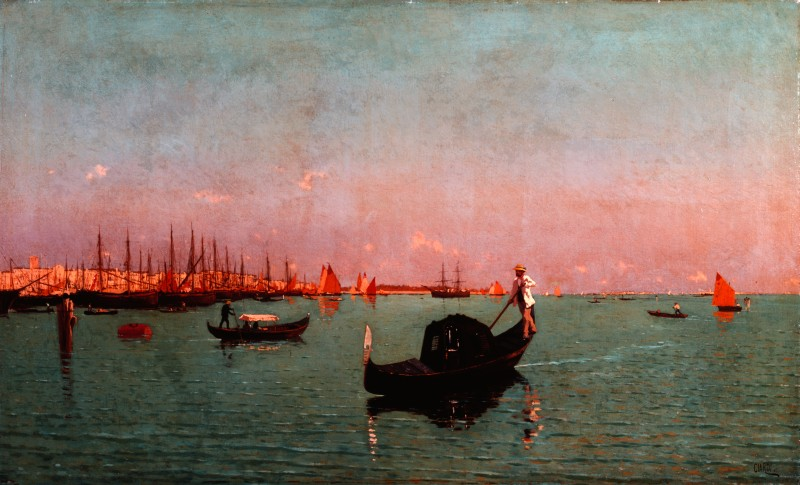
La gondola, 1881
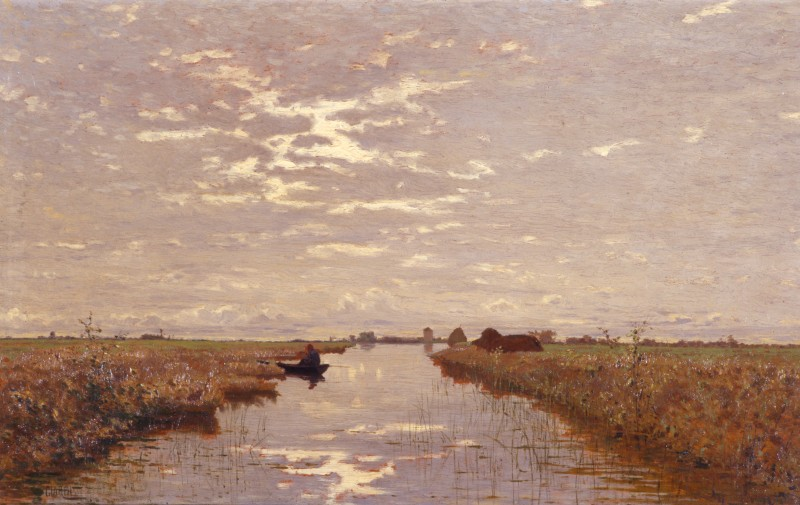
In valle - Laguna veneziana, 1883
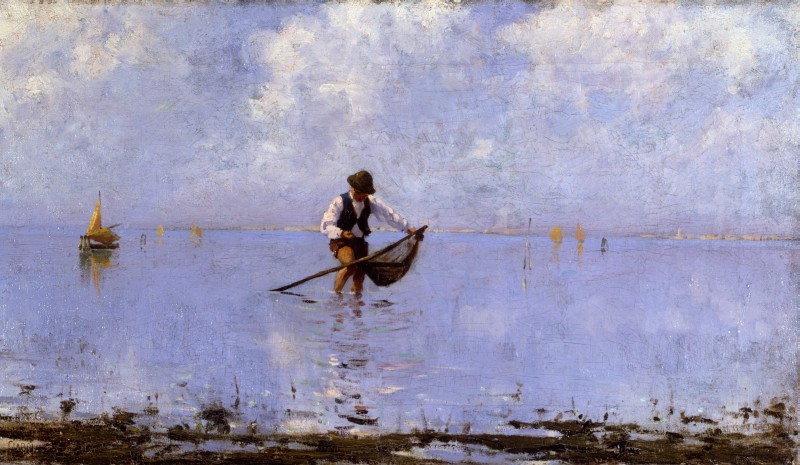
Laguna di Venezia con pescatore, 1888
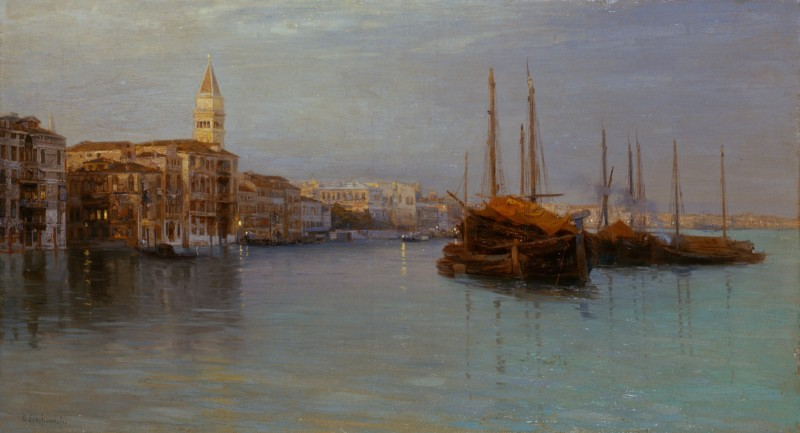
Sera - Canal Grande, 1899
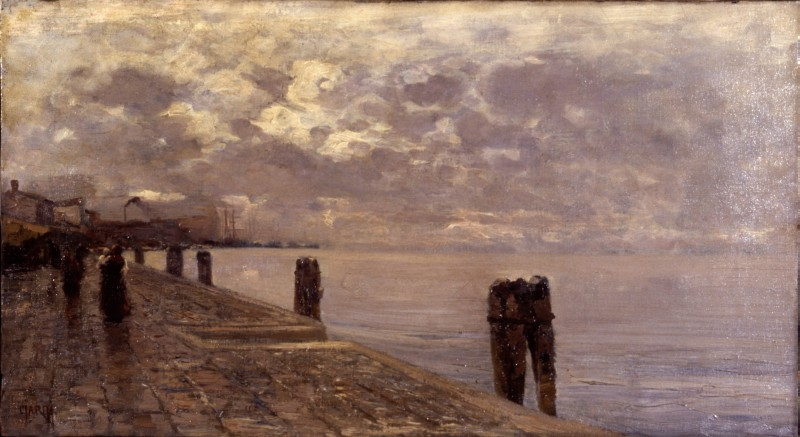
Fondamente, 1910
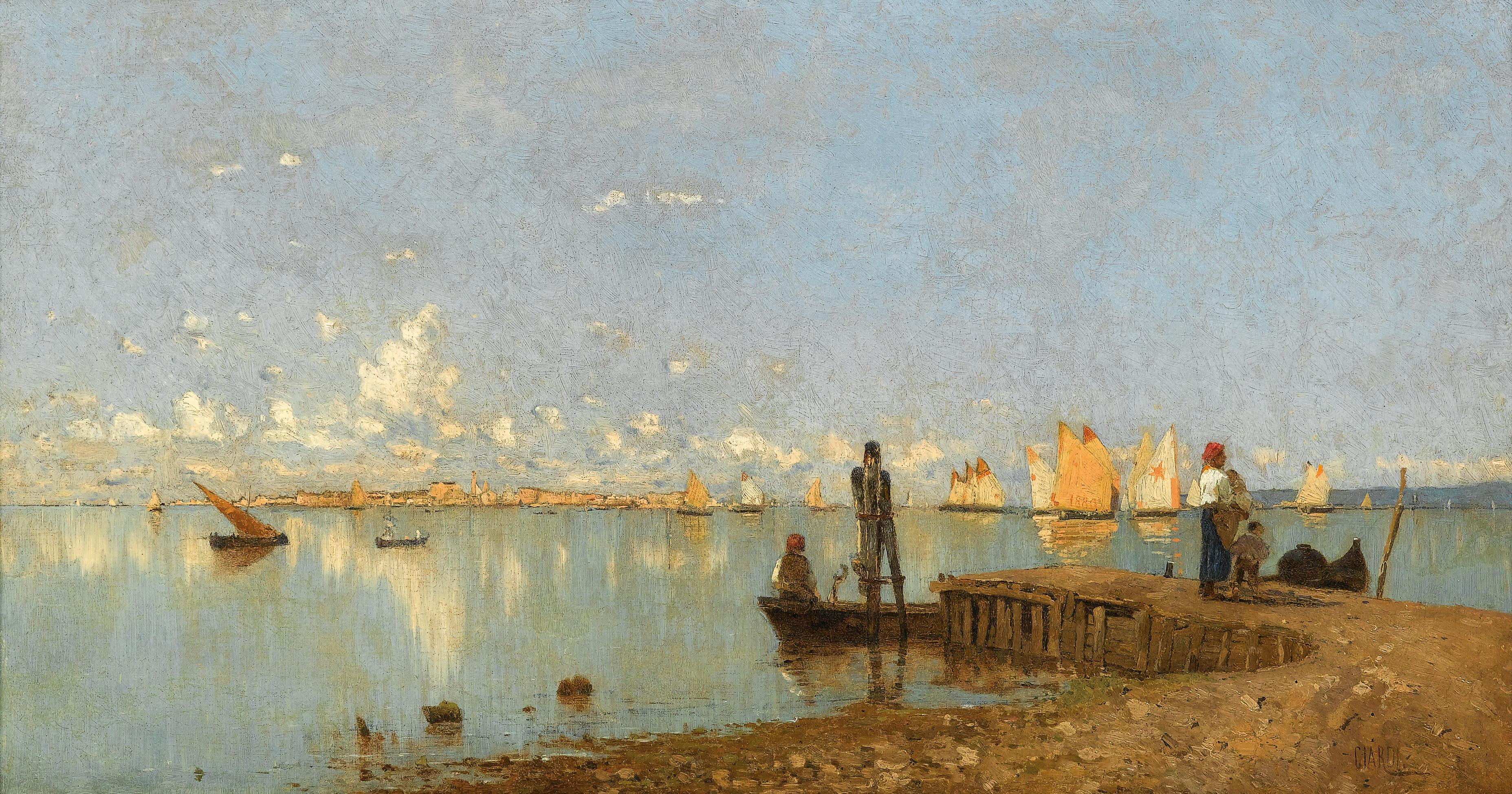
Lagune, 1917

- Art Gallery of South Australia: 3670
- Bibliothèque nationale de France: cb16752662x (data)
- Gemeinsame Normdatei: 122036468
- International Standard Name Identifier: 0000 0000 6683 4957
- Library of Congress Control Number: n78010199
- RKD-Nederlands Instituut voor Kunstgeschiedenis: 16833
- Istituto Centrale per il Catalogo Unico: CFIV103546
- Système universitaire de documentation: 124629695
- Union List of Artist Names: 500002162
- Virtual International Authority File: 62419768
- WorldCat: E39PBJxCt44f8fpypqg6VxwV4q